# 정지우 (영화 감독)
정지우(1968년 5월 7일 ~ )는 대한민국의 영화 감독 및 각본가다. 1994년 단편영화 《사로》로 영화 각본가와 감독으로 데뷔하였다.

## 학력
- 한양대학교 연극영화학과

## 영화
- 1994년 영화 《사로》
- 1994년 영화 《스무살 젊은이에게》
- 1996년 영화 《사로》
- 1999년 영화 《해피엔드》
- 2005년 영화 《사랑니》
- 2005년 영화 《여섯 개의 시선》
- 2008년 영화 《모던 보이》
- 2012년 영화 《은교》
- 2016년 영화 《4등》
- 2017년 영화 《침묵》
- 2019년 영화 《유열의 음악앨범》
- 2022년 영화 《썸바디》
- 2025년 영화 《스캔들》

### 도서
- 《미지에서 묻고 경계에서 답하다》[1] (사이언스북스, 2013)

## 수상
- 1996년 서울단편영화제 대상
- 1996년 서울단편영화제 최우수작품상, 예술공헌상, 젊은 비평가상 - 생강
- 1999년 디렉터스 컷 시상식 올해의 신인감독상 - 해피엔드
- 2000년 한국영화평론가협회상 신인감독상 - 해피엔드
- 2009년 부산영화평론가협회상 심사위원 특별상 - 모던 보이